# 종교간 결혼
종교간 결혼, 이종교인간의 결혼, 이종교간의 결혼, 종파를 초월한 결혼(Interfaith marriage, mixed marriage)은 종교가 다른 사람들끼리 결혼을 하는 일을 말한다. 종교간 결혼이 민간 결혼으로서 계약되기는 하지만 일부 예에서 종교 결혼으로 계약되는 경우도 있다. 이는 종교적 교리나 전통에 따라 금지되기도 한다.

## 인권
세계 인권 선언 제16조에 따르면 성년에 이른 남녀는 "인종, 국적 또는 종교를 이유로 한 그 어떤 제한도 받지 않고" 결혼하여 가정을 이룰 권리를 갖는다. 제16조의 대부분 내용이 시민적 및 정치적 권리에 관한 국제규약의 제23조에 통합되어 있긴 하지만 종교, 인종적 제한의 참조는 제외되어 있다.

## 같이 보기
- 교회 일치 운동
- 족내혼
- 인종간 결혼
- 다중 종교 소속